# Gundiás (Allariz)
Gundiás es un lugar situado en la parroquia de Queiroás, del concello de Allariz, en la provincia de Orense, Galicia, España.